# Kunama
Kunama je jazyk kunama používaný na západní hranici Eritrey a Etiopie. Mluví jí Kunamové, počet mluvčích je asi 190 000. Píše se latinkou.
V ISO 639-3 má zkratku kun.

## Dialekty
Kunama má mnoho dialektů. Mezi ty hlavní patří tyto:
- Barka
- Marda
- Aimara
- Odaso
- Tika
- Lakatakura
- Sokodasa
- Takazze-Selit
- Tigray

Dříve se mezi ně řadily také jazyky bitama a ilit, ale protože jsou s kunamou nesrozumitelné, berou se jako samostatné jazyky.